# Bulbophyllum rhomboglossum
Bulbophyllum rhomboglossum är en orkidéart som beskrevs av Rudolf Schlechter. Bulbophyllum rhomboglossum ingår i släktet Bulbophyllum och familjen orkidéer. Inga underarter finns listade i Catalogue of Life.